# Pelargoderus vitticollis
Pelargoderus vitticollis är en skalbaggsart som beskrevs av J. Linsley Gressitt 1952. Pelargoderus vitticollis ingår i släktet Pelargoderus och familjen långhorningar. Inga underarter finns listade i Catalogue of Life.